# Олена Стіхіна
Олена Стіхіна (рос. Елена Стихина; 25 грудня 1986, Лєсной, СРСР) — російська оперна співачка (сопрано).

## Біографія
Олена Стіхіна народилася 25 грудня 1986 року. Закінчила Московську державну консерваторію імені П. І. Чайковського (2012).

## Нагороди
- «Опералія», CulturArte Prize та приз глядацьких симпатій (2016)[джерело?]